# Werner Schlagge
Richard Hermann Artur Werner Schlagge (* 10. November 1910 in Deutsch Wilmersdorf bei Berlin; † 29. Juli 1973 in Hamburg) war ein deutscher Tontechniker, einer der meistbeschäftigten Repräsentanten seines Berufsstandes beim bundesdeutschen Nachkriegsfilm.

## Leben und Wirken
Schlagge erhielt seine Ausbildung bei der Firma Siemens und beschäftigte sich unter anderem mit der Entwicklung von Tonfilmapparaturen- und Bildfunkgeräten.
1932 stieß Schlagge zur Kinematografie, der er die kommenden drei Jahrzehnte verbunden bleiben sollte. Zunächst für die UFA in Berlin aktiv, wirkte Schlagge, unterbrochen nur durch den Wehrdienst im Zweiten Weltkrieg, nach 1945 nahezu ausschließlich für Hamburger Firmen. Kurz nach Kriegsende gründete Werner Schlagge in der Hansestadt eine eigene Firma, die „Alster Film“, mit der er vor allem Synchronfassungen ausländischer Filme herstellte.
Ab 1953 war Schlagge für die Real-Film Gyula Trebitschs und Walter Koppels tätig. Seit den frühen 60er Jahren gewann das Fernsehen an Bedeutung in seiner Karriere, und er besorgte den Ton für eine Reihe von im Studio Hamburg im Stadtteil Tonndorf entstandene Trebitsch-Serien wie Hafenpolizei, Percy Stuart und Gestatten, mein Name ist Cox.

## Filmografie (Auswahl)
- 1948: Schuld allein ist der Wein
- 1949: Artistenblut
- 1950: Das Mädchen aus der Südsee
- 1950: Taxi-Kitty
- 1951: Der Verlorene
- 1951: Primanerinnen
- 1952: Der Tag vor der Hochzeit
- 1952: Ich warte auf Dich
- 1953: Geliebtes Leben
- 1953: Unter den Sternen von Capri
- 1953: Alles für Papa
- 1954: Columbus entdeckt Krähwinkel
- 1954: Die Stadt ist voller Geheimnisse
- 1954: Des Teufels General
- 1955: Die Toteninsel
- 1955: Zwei blaue Augen
- 1955: San Salvatore
- 1956: Die Ehe des Dr. med. Danwitz
- 1956: Der Hauptmann von Köpenick
- 1956: Skandal um Dr. Vlimmen
- 1956: Johannisnacht
- 1956: Zwischen Zeit und Ewigkeit
- 1957: Die Zürcher Verlobung
- 1957: Tolle Nacht
- 1957: Das Herz von St. Pauli
- 1957: Träume von der Südsee
- 1957: Die Beine von Dolores
- 1958: Herz ohne Gnade
- 1958: Schmutziger Engel
- 1958: Der Maulkorb
- 1958: 13 kleine Esel und der Sonnenhof
- 1958: Der Schinderhannes
- 1959: Frau im besten Mannesalter
- 1959: Verbrechen nach Schulschluß
- 1959: Der Rest ist Schweigen
- 1959: Buddenbrooks
- 1960: Frau Warrens Gewerbe
- 1960: Die Frau am dunklen Fenster
- 1960: Mit 17 weint man nicht
- 1960: Das Glas Wasser
- 1960: Faust
- 1960: Frage 7 (Question Seven)
- 1960: Gauner in Uniform
- 1960: Der grüne Bogenschütze
- 1961: Die toten Augen von London
- 1961: Bei Pichler stimmt die Kasse nicht
- 1961: Der Fälscher von London
- 1961: Bis zum Ende aller Tage
- 1961: Der Lügner
- 1961: Das Rätsel der roten Orchidee
- 1962: Das Gasthaus an der Themse
- 1962: Die glücklichen Jahre der Thorwalds
- 1964: Wartezimmer zum Jenseits
- 1964: Nebelmörder